# 工研院院士
工業技術研究院院士，簡稱工研院院士，是中華民國工業技術研究院設置的終身榮譽銜，其目的為表彰在產業技術上對產業發展與增進人民生活福祉有傑出貢獻之個人，以促進臺灣科技發展。原則上每年召開會議一次，針對科技、產經議題進行交流討論，提出建言。

## 產生方式
工研院院士每年選拔一次，每屆至多不超過10位。宗旨為表彰在產業技術上對產業發展與增進人民生活福祉有傑出貢獻之個人，以促進臺灣科技發展。除第一屆僅由遴選委員會推薦候選人之外，第二屆起皆由遴選委員會及工研院院士推薦候選人。候選人須具有產業管理或科技研發實務之經歷，在技術創新及其產業化有卓越成就，並對國家產業發展與增進人民生活福祉有傑出貢獻。之推薦候選人後，經遴選委員會選出院士，使用不記名投票，應有四分之三以上遴選委員出席，並獲出席遴選委員三分之二以上同意。另視應選名額，根據得票數高低依次當選。每屆當選之院士於當年度公告並頒授證書公開表揚，工研院院士為終身榮譽銜。

## 院士會議
院士會議由全體工研院院士組成，原則上每年召開會議一次，針對科技、產經議題進行交流討論，凝聚工研院院士寶貴經驗與產業智慧，提出建言。

## 歷屆名單
截至2024年，工研院院士共計64人，包括第一屆（2012年）8人，第二屆（2013年）4人，第三屆（2014年）5人，第四屆（2015年）4人，第五屆（2016年）5人，第六屆（2017年）3人，第七屆（2018年）4人，第八屆（2019年）5人，第九屆（2020年）7人，第十屆（2021年）5人，第十一屆（2022年）5人，第十二屆（2023年）4人，第十三屆（2024年）5人。歷屆院士有第十屆葉常菁、第十三屆蘇姿丰、徐秀蘭三人為女性，其餘為男性院士。另第三屆Lewis Terman為外籍院士。
| 第一屆（2012年）   | 第一屆（2012年）                                                                                  |
| ------------------ | ------------------------------------------------------------------------------------------------- |
| 張忠謀             | 台積電創辦人                                                                                      |
| 施振榮             | 宏碁電腦創辦人                                                                                    |
| 胡定華             | 建邦創業投資公司董事長                                                                            |
| 鄭崇華             | 台達電子創辦人暨榮譽董事長                                                                        |
| 施崇棠             | 華碩電腦董事長                                                                                    |
| 林書鴻             | 長春石化董事長兼總經理                                                                            |
| 蔡明介             | 聯發科董事長暨執行長                                                                              |
| 李秉傑             | 晶元光電科技公司董事長                                                                            |
| 第二屆（2013年）   |                                                                                                   |
| 林百里             | 廣達電腦董事長                                                                                    |
| 盧志遠             | 旺宏電子股份有限公司總經理及欣銓科技股份有限公司創辦人暨董事長                                    |
| 陳興時             | 榮剛集團總裁及榮剛材料科技股份有限公司董事長                                                      |
| 林本堅             | 台灣積體電路製造股份有限公司研究發展副總經理                                                      |
| 第三屆（2014年）   |                                                                                                   |
| 陳顯彰             | 長春關係企業總管理處副總裁                                                                        |
| 施敏               | 國立交通大學榮譽講座教授                                                                          |
| 虞華年             | 工研院前瞻技術指導委員會榮譽主席                                                                  |
| 林耕華             | 中央研究院院士                                                                                    |
| Lewis Terman       | 前IEEE全球總會會長暨IBM榮譽退休研究員                                                             |
| 第四屆（2015年）   |                                                                                                   |
| 章青駒             | 世界先進積體電路股份有限公司前任董事長                                                            |
| 蔣尚義             | 台灣積體電路製造股份有限公司董事長顧問                                                            |
| 招允佳             | 漢民微測科技股份有限公司執行長                                                                    |
| 洪鎮海             | 儒鴻企業股份有限公司董事長                                                                        |
| 第五屆（2016年）   |                                                                                                   |
| 宋恭源             | 光寶集團董事長                                                                                    |
| 胡正明             | 加州大學柏克萊分校電機系台積電傑出講座教授                                                        |
| 黃民奇             | 漢民集團創辦人兼董事長                                                                            |
| 孫弘               | 盟立自動化董事長兼總裁                                                                            |
| 蔡輝亮             | 台光電子材料股份有限公司副董事長暨策略長                                                          |
| 第六屆（2017年）   |                                                                                                   |
| 史欽泰             | 國立清華大學講座教授                                                                              |
| 高英士             | 長興材料工業股份有限公司創辦人                                                                    |
| 盧明光             | 中美矽晶製品股份有限公司暨朋程科技股份有限公司董事長暨執行長                                      |
| 第七屆（2018年）   |                                                                                                   |
| 王康隆             | 美國加州大學洛杉磯分校電機工程學系雷神講座教授                                                    |
| 朱志洋             | 友嘉集團創辦人                                                                                    |
| 張有德             | 益安生醫股份有限公司董事長                                                                        |
| 苗豐強             | 聯華神通集團董事長                                                                                |
| 第八屆（2019年）   |                                                                                                   |
| 楊育民             | 美國AbGenomics 新藥公司董事長                                                                     |
| 張安平             | 台泥企業團總執行長暨台泥董事長                                                                    |
| 焦佑鈞             | 華邦電子公司董事長                                                                                |
| 楊振通             | 亞力電機集團總裁                                                                                  |
| 林健男             | 台灣塑膠公司董事長兼總經理                                                                        |
| 第九屆（2020年）   |                                                                                                   |
| 劉德音             | 台灣積體電路製造股份有限公司（台積電）董事長                                                      |
| 魏哲家             | 台灣積體電路製造股份有限公司（台積電）總裁                                                        |
| 翁啟惠             | 美國加州Scripps研究院化學講座教授、中研院基因體研究中心合聘特聘研究員、國家生技醫療產業策進會會長 |
| 孔祥重             | 美國哈佛大學比爾蓋茲講座教授、臺灣人工智慧學校校長                                                |
| 李源德             | 國立臺灣大學醫學院名譽教授、財團法人名儕醫學文教基金會董事長、醫者診所創辦人                      |
| 林憲銘             | 緯創資通股份有限公司董事長暨策略長、緯穎科技服務股份有限公司董事長                                |
| 杜書伍             | 聯強國際集團總裁兼執行長、東海大學董事、國立交通大學兼任教授                                      |
| 第十屆（2021年）   |                                                                                                   |
| 吳敏求             | 旺宏電子董事長暨執行長                                                                            |
| 蔡力行             | 聯發科副董事長暨執行長                                                                            |
| 吳錦城             | 工研院前瞻技術指導委員會召集人                                                                    |
| 楊泮池             | 國立臺灣大學醫學院內科教授                                                                        |
| 葉常菁             | Onward Therapeutics董事長暨執行長                                                                 |
| 第十一屆（2022年） |                                                                                                   |
| 王伯元             | 中磊電子股份有限公司榮譽董事長                                                                    |
| 蕭慈飛             | 長興材料工業股份有限公司資深顧問                                                                  |
| 海英俊             | 台達電子工業股份有限公司董事長                                                                    |
| 李謀偉             | 李長榮集團總裁                                                                                    |
| 尹衍樑             | 潤泰集團總裁                                                                                      |
| 第十二屆（2023年） |                                                                                                   |
| 劉克振             | 研華股份有限公司董事長                                                                            |
| 吳明賢             | 臺大醫院院長                                                                                      |
| 童子賢             | 和碩聯合科技股份有限公司董事長暨策略長                                                            |
| 陳其宏             | 明基佳世達集團董事長                                                                              |
| 第十三屆（2024年） |                                                                                                   |
| 黃仁勳             | 輝達執行長                                                                                        |
| 蘇姿丰             | 超微半導體公司董事長                                                                              |
| 徐秀蘭             | 環球晶圓董事長                                                                                    |
| 陳俊聖             | 宏碁董事長                                                                                        |
| 陳適安             | 臺中榮民總醫院院長                                                                                |

## 外部連結
- 工業技術研究院 （页面存档备份，存于）
- 工業技術研究院院士專區 （页面存档备份，存于）
- 《工業技術與資訊》月刊 （页面存档备份，存于）